# Schizosmittina
Schizosmittina is een mosdiertjesgeslacht uit de familie van de Bitectiporidae en de orde Cheilostomatida

## Soorten
- Schizosmittina bicornis Gordon, 1989
- Schizosmittina cinctipora (Hincks, 1883)
- Schizosmittina conjuncta (Uttley & Bullivant, 1972)
- Schizosmittina lizzya Florence, Hayward & Gibbons, 2007
- Schizosmittina mabik Yang, Seo & Gordon, 2018
- Schizosmittina maplestonei (MacGillivray, 1879)
- Schizosmittina melanobater Gordon, 1989
- Schizosmittina planovicellata Vigneaux, 1949  †
- Schizosmittina vitrea (MacGillivray, 1879)

Niet geaccepteerde soort:
- Schizosmittina pedicellata Soule, Soule & Chaney, 1995 → Schizomavella pedicellata (Soule, Soule & Chaney, 1995)